# Óscar Opazo
Óscar Mauricio „Torta” Opazo Lara (ur. 18 października 1990 w Concón) – piłkarz chilijski grający podczas kariery na pozycji prawego obrońcy.